# Cimitero monumentale di Pavia
Il cimitero monumentale di Pavia, anche chiamato cimitero di San Giovannino, è l'area cimiteriale più importante di Pavia. Si trova ad est del centro storico cittadino, in località San Giovannino (odonimo della via sulla quale si trova l'ingresso principale).

## Storia
La costruzione del cimitero risale alla fine del XVIII secolo, quando il comune di Pavia sentì la necessità di costruire un nuovo camposanto. La scelta del sito si orientò verso il quartiere di San Giovannino, allora caratterizzato da vigneti e così chiamato per la presenza di una chiesetta intitolata a San Giovanni delle Vigne. Nel 1788, il vecchio ospedale San Matteo che possedeva un suo cimitero situato a pochi metri di distanza (dove poi venne edificata la Banca Nazionale del Lavoro), fu costretto alla sua dismissione per seri problemi economici. La congregazione del monastero di Liano (convertita nel tempo in una delle sedi dell'Università di Pavia), ebbe l'incarico di procedere alla traslazione dei cadaveri, la maggior parte provenienti da grandi fosse comuni, che furono inumati nel nuovo cimitero.
Le strade di Pavia per mesi videro il viavai di carri agricoli scoperti che trasportavano i resti nel nuovo camposanto. Le esalazioni e gli incidenti provocati dalle frequenti cadute delle ossa dai carri furono notevoli e il comando militare di Pavia decise di sospendere tali operazioni nell'attesa che il nuovo cimitero venisse ultimato.
Il 7 novembre 1798 vi fu l'inaugurazione in presenza di una gran folla di pavesi e del prevosto locale, che celebrò la messa solenne. Inizialmente il cimitero fu costituito da un semplice muretto ricoperto di tegole e chiuso da un grande cancello in ferro battuto. Non fu da subito un camposanto pienamente utilizzato poiché la pololazione preferiva che i defunti venissero sepolti più vicini al centro. Inoltre in quel periodo chi ne aveva i mezzi preferiva inumare i defunti presso chiese e conventi di loro proprietà, oppure nei loro stessi terreni. Per quasi cent'anni il cimitero fu quasi un campo incolto con fosse scavate senza un ordine preciso e su un terreno mal livellato e senza ripari contro le intemperie.
Poco tempo dopo la proclamazione dell'unità d'Italia, il comune diede inizio a lavori di miglioramento, trasformando il vecchio campo nell'odierno cimitero. L'incarico venne prima affidato all'architetto milanese Vincenzo Monti e dopo la morte di quest'ultimo ad un suo allievo, Angelo Savoldi. I lavori iniziarono il 29 agosto 1879 e terminarono nel 1912. Nell'atrio del monumento venne realizzato un piccolo pantheon dei cittadini di Pavia più illustri, con i loro nomi incisi su lapidi di marmo. Del vecchio cimitero sopravvivono, oltre ad alcuni monumenti funebri, numerose lapidi in maiolica, murate nella parte interna dell'ingresso principale, quasi tutte realizzate nei primi decenni dell'Ottocento, rara testimonianza della maiolica di Pavia.

## Sepolture celebri
Fra i personaggi di maggior rilievo che riposano a San Giovannino si annoverano:
- Camillo Golgi (1843 - 1926), scienziato e medico[2]
- Angelo Lanzoni (1851 - 1919), ingegnere (medaglia d'oro per il suo brevetto sul cemento armato)
- Mino Milani (1928 - 2022), giornalista, scrittore, fumettista e storico
- Cesare Mori (1871 - 1942), prefetto e politico
- Germano Mosconi (1932 - 2012), giornalista e conduttore televisivo
- Vittorio Necchi (1898 - 1975), imprenditore
- Adelchi Negri (1876 - 1912), patologo, virologo e accademico
- Bartolomeo Panizza (1785 - 1867), anatomista, medico e biologo
- Roberto Rampoldi (1850 - 1926), oculista e politico
- Agostino Gaetano Riboldi (1839 - 1902), arcivescovo e cardinale
- Luigi Robecchi Bricchetti (1855 - 1926), geografo e esploratore
- Gaetano Sacchi (1824 - 1886), militare e patriota
- Lazzaro Spallanzani (1729 - 1799), gesuita, biologo, accademico e rettore

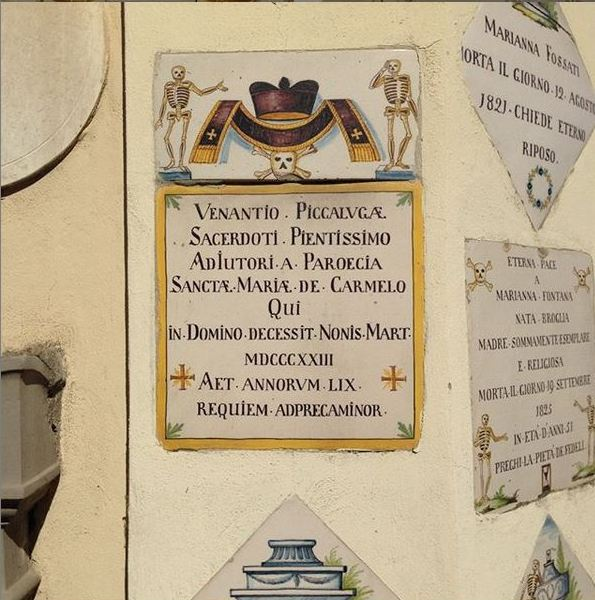
Lapide in maiolica pavese.
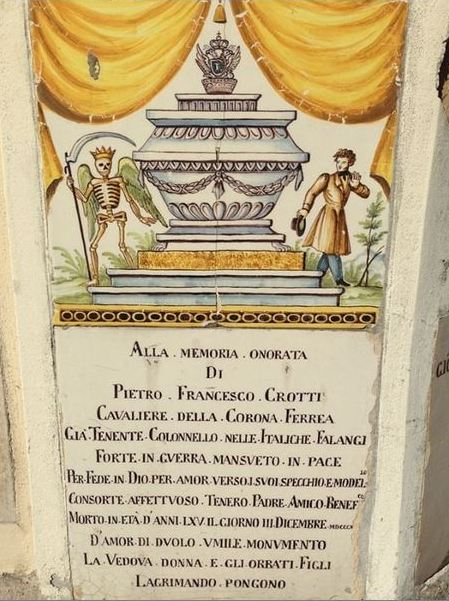
Lapide in maiolica pavese.
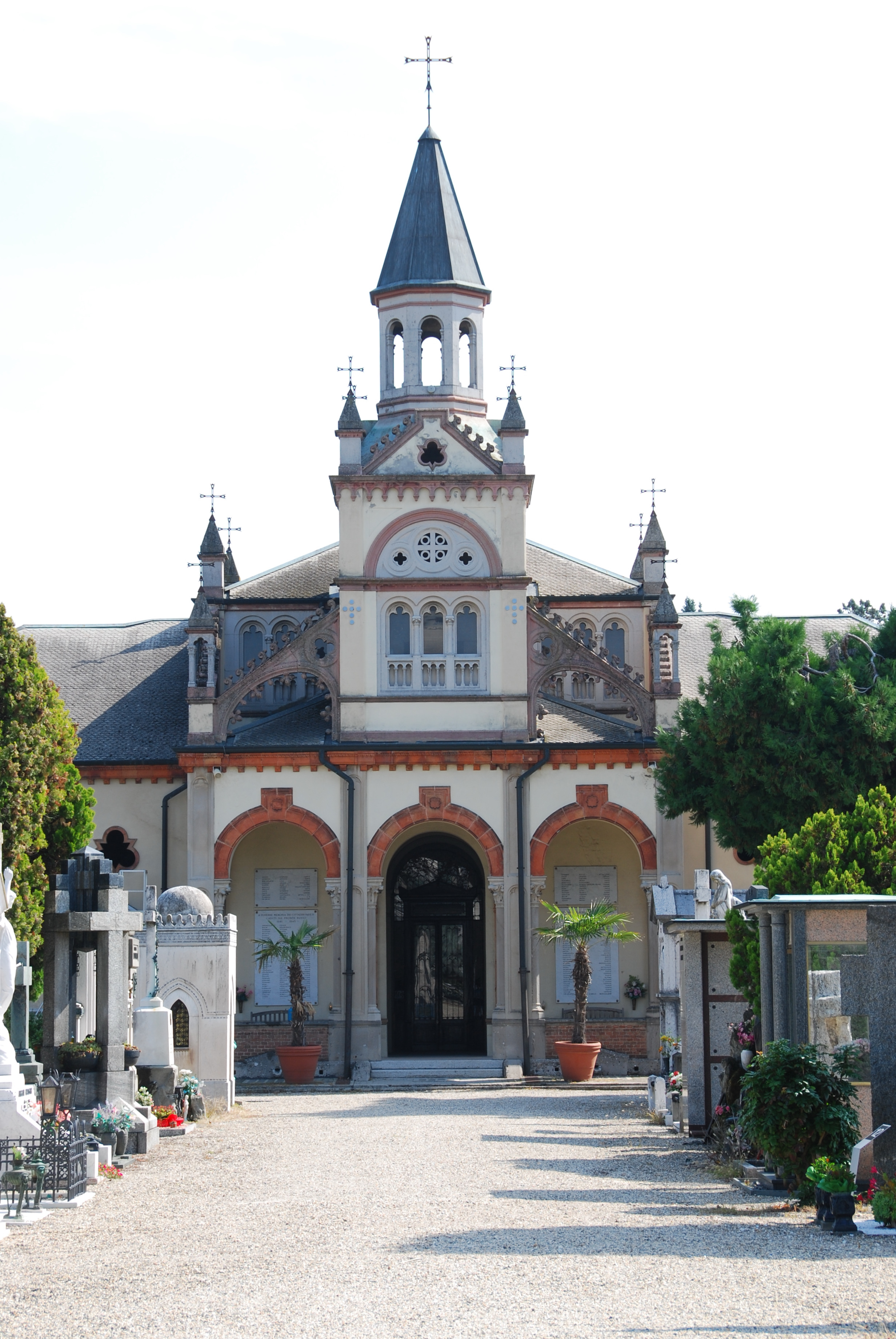
La cappella del cimitero.
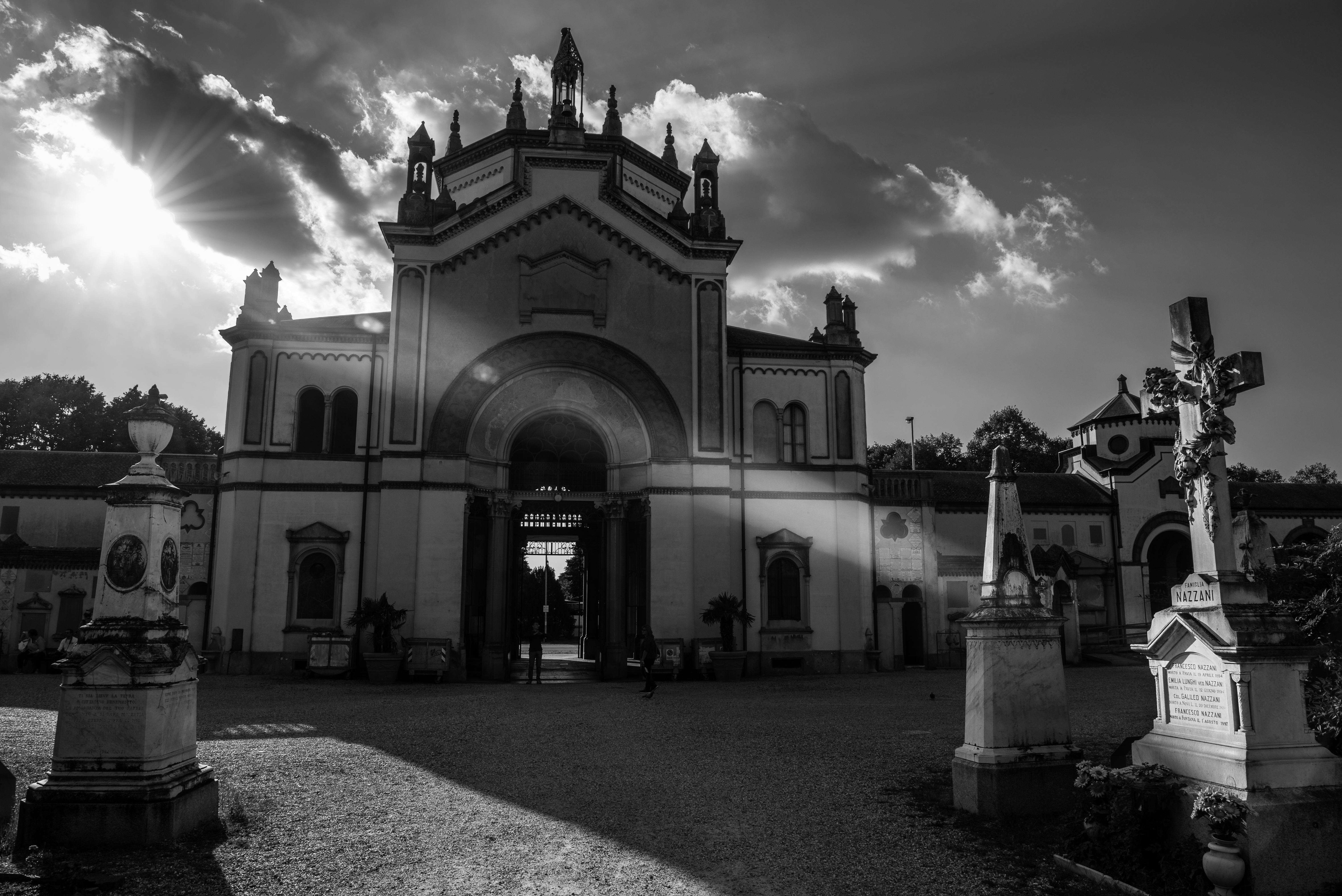
L'ingresso
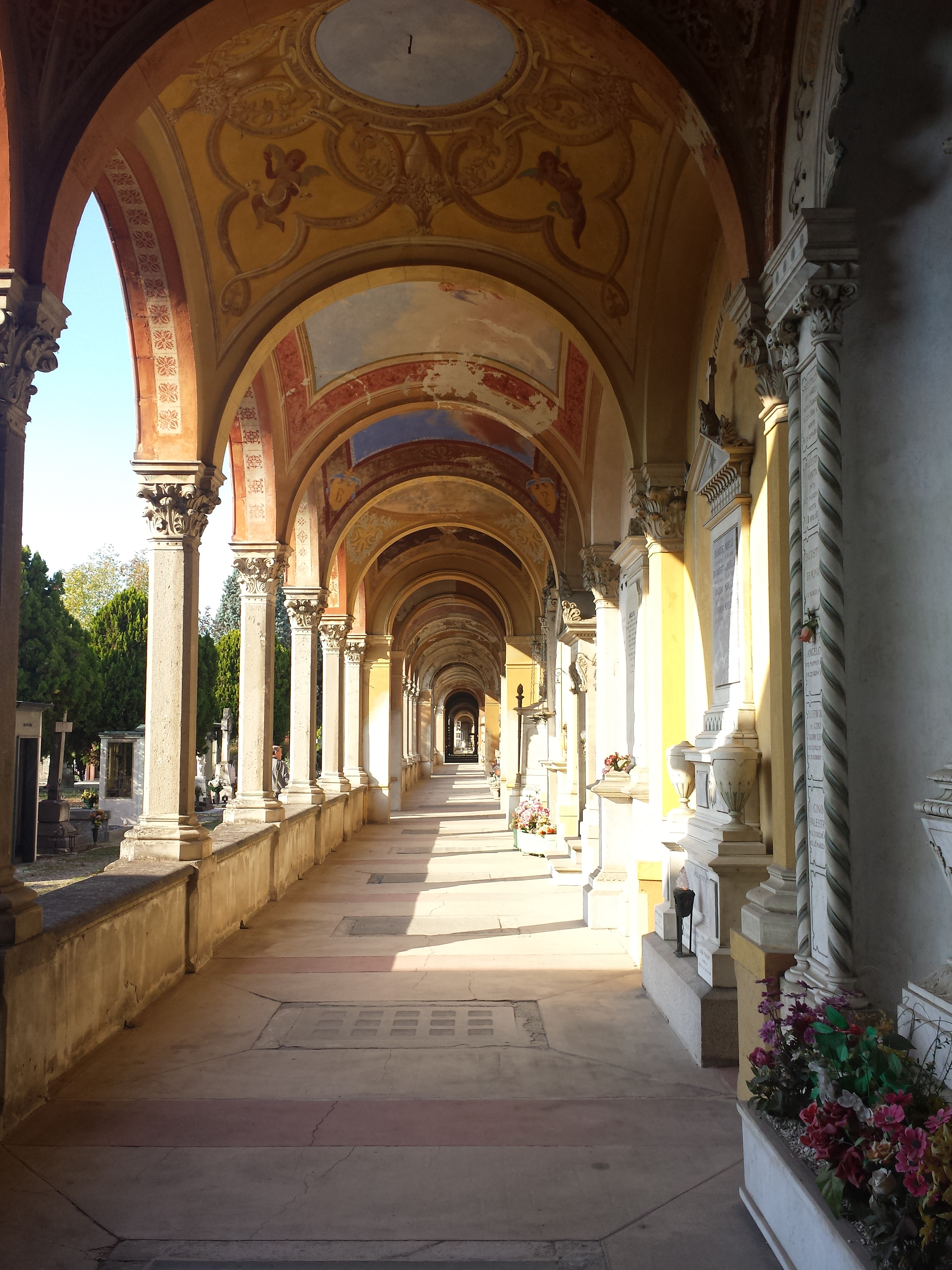
I portici
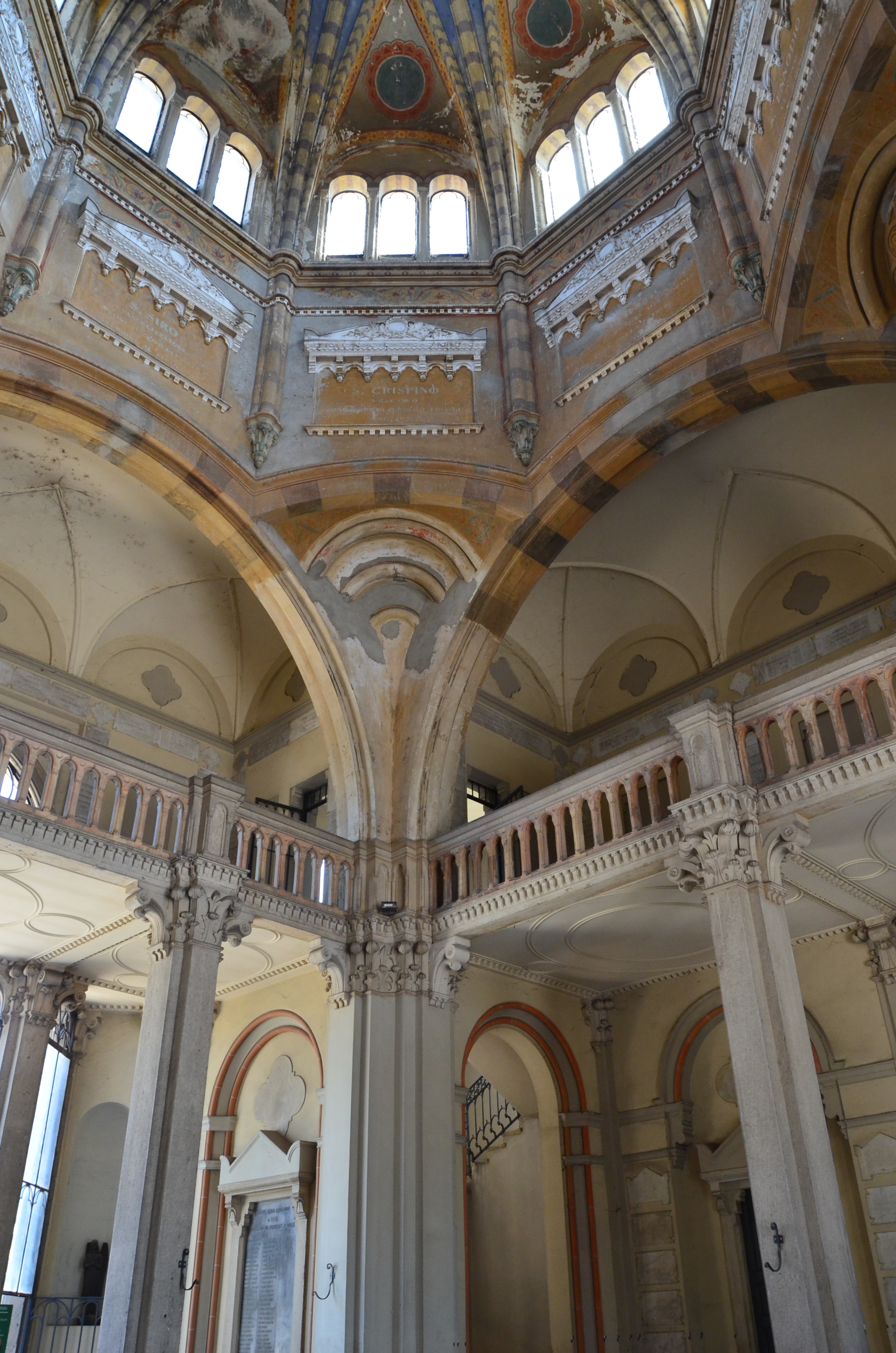
Il famedio